# (1682) Karel
(1682) Karel es un asteroide perteneciente al cinturón de asteroides descubierto por Karl Wilhelm Reinmuth el 2 de agosto de 1949 desde el observatorio de Heidelberg-Königstuhl, Alemania.

## Designación y nombre
Karel fue designado al principio como 1949 PH.
Más adelante se nombró en honor de Karel van Houten, hijo de Cornelis e Ingrid van Houten.

## Características orbitales
Karel orbita a una distancia media del Sol de 2,24 ua, pudiendo alejarse hasta 2,668 ua y acercarse hasta 1,811 ua. Tiene una excentricidad de 0,1914 y una inclinación orbital de 4,028°. Emplea 1224 días en completar una órbita alrededor del Sol.